# Рюделль, Ингвар
Густав Ингвар Рюделль (швед. Gustav Ingvar Rydell; 7 мая 1922, Бекке — 20 июня 2013, Хёлльвикен) — шведский футболист, нападающий, бронзовый призёр чемпионата мира 1950 года и Олимпийских игр 1952 года в составе сборной Швеции. В 1950 году, забив 22 мяча за «Мальмё», стал лучшим бомбардиром чемпионата Швеции.